# Meromyza tshernovae
Meromyza tshernovae är en tvåvingeart som beskrevs av Lidia Ivanovna Fedoseeva 1971. Meromyza tshernovae ingår i släktet Meromyza och familjen fritflugor. Inga underarter finns listade i Catalogue of Life.